# دل‌های شکسته دخترها
«دل‌های شکستهٔ دخترها» (انگلیسی: Bitches Broken Hearts) ترانه‌ای از خواننده و ترانه‌پرداز آمریکایی، بیلی آیلیش است. این ترانه توسط بیلی آیلیش و تهیه‌کننده‌های این آهنگ، امیت فن و فینیس اوکانل نوشته شده است. این ترانه در ابتدا از طریق ساندکلود در ۱۰ نوامبر ۲۰۱۷ منتشر شد و و بعداً به عنوان یک تک‌آهنگ استنداِلون در تمام پلتفرم‌های دیجیتال در ۳۰ مارس ۲۰۱۸ منتشر شد. این ترانه به عنوان بی ساید ترانهٔ «باید مرا با تاج ببینی» منتشر شد. این ترانه همچنین در نخستین آلبوم چندآهنگه آیلیش به نام به من لبخند نزن (۲۰۱۷) و در ورژن لوکس نخستین آلبوم او، وقتی همه می‌خوابیم، کجا می‌ریم؟ (۲۰۱۹) قرار گرفت.

## گواهی‌نامه‌ها
| منطقه                                   | گواهی  | واحد گواهی‌شده/فروش |
| --------------------------------------- | ------ | ------------------ |
| استرالیا (آی‌اف‌پی‌آی استرالیا)            | پلاتین | ۷۰٬۰۰۰             |
| برزیل (پرو موزیکا برزیل)                | پلاتین | ۴۰٬۰۰۰             |
| کانادا (میوزیک کانادا)                  | پلاتین | ۸۰٬۰۰۰             |
| مکزیک (امپروفون)                        | طلا    | ۳۰٬۰۰۰             |
| لهستان (زدپی‌ای‌وی)                       | طلا    | ۱۰٬۰۰۰             |
| پرتغال (انجمن صنفی گرامافون)            | طلا    | ۵٬۰۰۰              |
| بریتانیا (بی‌پی‌آی)                       | نقره   | ۲۰۰٬۰۰۰            |
| ایالات متحده (آرآی‌ای‌ای)                 | پلاتین | ۱٬۰۰۰٬۰۰۰          |
| رقم فروش+پخش جاری تنها بر پایهٔ گواهی‌ها. |        |                    |

## تاریخچه انتشار
| منطقه        | تاریخ         | فرمت(ها)              | ناشر(ان)          | منابع  |
| ------------ | ------------- | --------------------- | ----------------- | ------ |
| منطقه        | ۳۰ مارس ۲۰۱۸  | دانلود دیجیتال استریم | دارک‌روم اینترسکوپ | [ ۹ ]  |
| ایالات متحده | ۲۰ اکتبر ۲۰۱۸ | ۷"                    | دارک‌روم اینترسکوپ | [ ۱۰ ] |